# نیکولین ساوربری
نیکولین ساوربری (انگلیسی: Nicolien Sauerbreij؛ زادهٔ ۳۱ ژوئیهٔ ۱۹۷۹) اسنوبردسوار اهل هلند بود.
وی در مسابقات کشوری و بین‌المللی در مجموع برندهٔ ۱ مدال طلا، ۱ مدال نقره شده‌است.